# パリ条約 (1355年)
パリ条約（パリじょうやく、英語: Treaty of Paris）は1355年に締結された、サヴォイア伯アメデーオ6世、フランス王国、ジュネーヴ伯アメデーオ3世の間の条約。条約により、サヴォイア伯のジェクス男爵領の併合が認められた。ヴァルテッリーナの境界はブルゴーニュ伯領までとすることが定められた。条約は全体的にはサヴォイア伯によるシャブレー西部の支配を確認した。
条約はまた、アメデーオ6世とブルゴーニュ伯の娘の間の婚約を解消し、代わりにアメデーオ6世とボンヌ・ド・ブルボンとの婚約を成立させた。